# Jimmy Skidmore
Jimmy Skidmore (* 8. Februar 1916 in London als James Richard Skidmore; † 22. August 1998 ebenda) war ein englischer Saxophonist des traditionellen und Mainstream Jazz.
Skidmore spielte zunächst Gitarre, bevor er mit 20 Jahren ans Tenorsaxophon wechselte. In den frühen 1940er Jahren spielte er mit George Shearing im West London Rhythm Club und im Radio Rhythm Club Quartet der BBC; anschließend spielte er bei Harry Parry (1942), bei Carlo Krahmer (1943), bei Frank Deniz Spirits of Rhythm und bei Eric Winstone (1944). Dann arbeitete er bei den Vic Lewis – Jack Parnell Jazzmen bzw. bei Vic Lewis, um anschließend mit Victor Feldman und Kenny Baker aufzutreten. Zwischen 1956 und 1960 spielte er bei Humphrey Lyttelton. Ab den 1960er Jahren kehrte er der Jazzszene zunächst den Rücken und arbeitete als Publizist und anschließend in einem Supermarkt, spielte aber ab den 1980er Jahren wieder, zunächst bei Kathy Stobart, dann auch mit eigenen Gruppen.
Sein Sohn Alan Skidmore wurde ebenfalls Jazzmusiker und trat gelegentlich mit ihm auf.

## Auswahldiskographie
- Oh Monah mit Nat Gonella (Philips Records)
- Kenny Baker and Jazz Today Unit (Polygon)
- Kenny Baker and Friends (Nixa)
- The Melody Maker’s All-Stars (Nixa)
- Jazz Today Unit (Esquire)
- Skid Marks (DJM, 1972) mit Willie Garnett, Ronnie Ross, Pete Chapman, Bill Eyden, Alan Branscombe

### Bei Humphrey Lyttelton
- Humph Plays Standards (Bethlehem Records)
- Jazz Showcase (Nixa)